# Rejon tierbuński
Rejon tierbuński (ros. Тербунский район) – jednostka administracyjna wchodząca w skład obwodu lipieckiego w Rosji.
Centrum administracyjnym rejonu jest sieło Tierbuny.

## Geografia
Powierzchnia rejonu wynosi 1170,07 km².
Graniczy z rejonami: wołowskim, dołgorukowskim, zadońskim i chlewieńskim (obwód lipiecki) oraz z obwodami: orłowskim, woroneskim i kurskim.
Główne rzeki to: Ołym, Ołymczik i Kobylja Snowa.

## Demografia
W 2018 rejon zamieszkiwało 22 118 mieszkańców.

## Podział administracyjny
W skład rejonu wchodzi 15 osiedli wiejskich (sielsowietów) i 75 miejscowości.